# Chitarra (gastronomia)

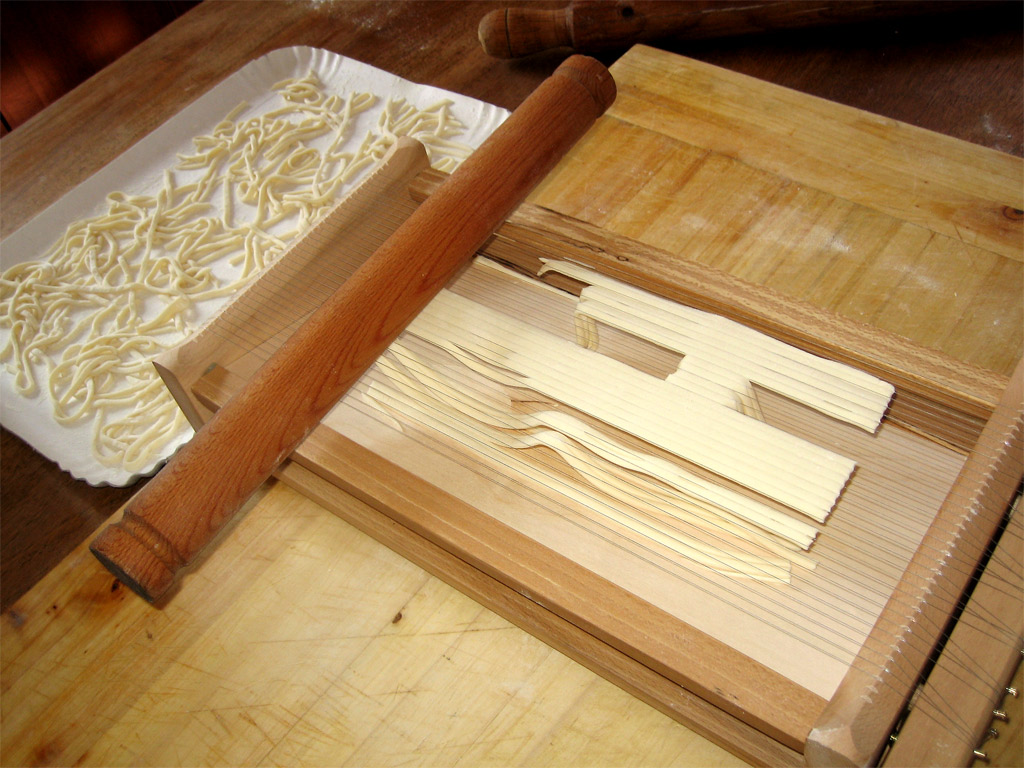
Strangozzi fatti con la chitarra

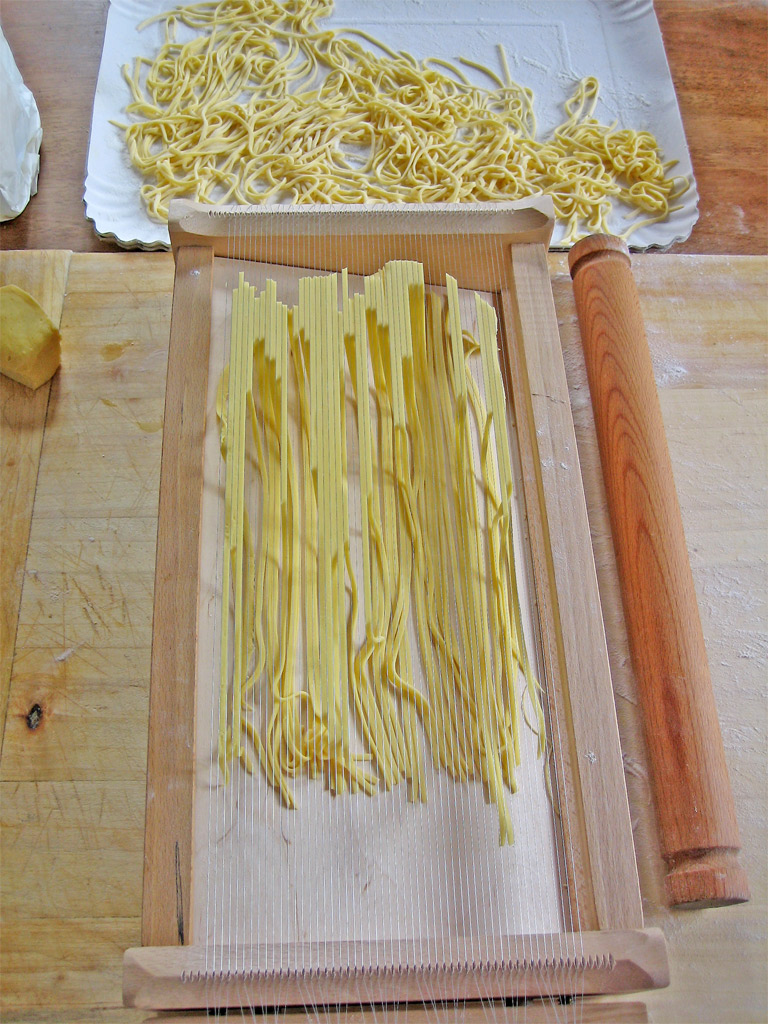
Chitarra per fare gli spaghetti

La chitarra (in dialetto abruzzese maccarunàre) è un attrezzo da cucina che si usa per realizzare gli spaghetti alla chitarra, pasta tipica della tradizionale cucina abruzzese.

## Descrizione
È costituita da un'intelaiatura in legno a forma rettangolare, tra i cui lati più corti sono tesi fili d'acciaio, accostati parallelamente, a breve distanza fra loro. La somiglianza di questi fili con le corde di una chitarra dà il nome all'attrezzo. 
Distendendo la sfoglia di pasta sui fili della chitarra e passandovi sopra il matterello si ottengono degli spaghetti a sezione quadrata, gli spaghetti alla chitarra appunto, particolarmente adatti al ragù e ai sughi di carne.
Le sfoglie di pasta che vengono passate sulla chitarra in dialetto si chiamano pettole (pettegolezzi).
La chitarra è comunemente utilizzata anche in Molise, principalmente per la preparazione degli spaghetti e di un altro tipo di pasta tradizionale chiamata crioli (un formato di pasta di spessore superiore agli spaghetti, ovvero di sezione rettangolare invece che quadrata).